# Токійські месники (фільм)
Токійські месники (Tokyo Revengers) — японський науково-фантастичний бойовик 2021 року; режисер Цутому Ханабуса — за сценарієм Ізумі Такахаші. Це адаптація однойменної серії манги, яку створив Кен Вакуї. Манга також була адаптована в однойменний аніме-серіал.

## Про фільм
Невдаха середнього віку подорожує в часі до шкільних років.
Для того, щоб врятувати кохання свого життя від майбутньої загибелі, він повинен стати лідером грізної шкільної банди.

## Знімались
| Актор           | Роль     |
| --------------- | -------- |
| Такумі Кітамура | Нанагакі |
| Юкі Ямада       | Рюгудзі  |
| Йосуке Сугіно   | Тахібана |
| Казукі Горіке   | Гарукі   |
| Міо Імада       | Хіната   |
| Хаято Ісомура   | Іцуші    |
| Гордон Маеда    | Такаші   |
| Шотаро Мамія    | Тетта    |
| Хіроя Шімізу    | Шуї      |
| Нобуюкі Сузукі  | Масатака |
| Ріо Йошизава    | Манжіро  |